# Adolf Wojciechowski
Adolf Wojciechowski (ur. 26 czerwca 1886 w Jelizawetgradzie, zm. 1945? w Lipsku) – polski lekarz pochodzenia niemieckiego, specjalista w zakresie chirurgii, transplantologii, ortopedii (jeden z twórców warszawskiej szkoły ortopedycznej), profesor Akademii Medycznej w Warszawie, prezes Polskiego Towarzystwa Ortopedycznego i Traumatologicznego.

## Życiorys
Adolf Wojciechowski urodził się w Jelizawetgradzie na Ukrainie w rodzinie lekarskiej. Studiował medycynę w Odessie i Niemczech (Uniwersytet w Würzburgu). Po ukończeniu studiów (1910) od roku 1911 był asystentem w Katedrze Anatomii Topograficznej i Chirurgii Operacyjnej na Uniwersytecie Moskiewskim; w latach 1912–1914 był równocześnie kierownikiem Kliniki Chirurgicznej Moskiewskiego Żeńskiego Zakładu Lekarskiego (wchodzącej również w skład Uniwersytetu Moskiewskiego).
W roku 1914 został lekarzem oddziału opatrunkowego II Dywizji Strzelców Syberyjskich. Po zakończeniu wojny, od odzyskania niepodległości Polski mieszkał w Warszawie. W latach 1914–1926 był starszym asystentem, a w latach 1926–1931 – docentem w I Klinice Chirurgicznej Wydziału Lekarskiego warszawskiej Akademii Medycznej.
Od roku 1929 dodatkowo prowadził wykłady w Akademii Wychowania Fizycznego (przedmiot: mechanika ruchów), był ordynatorem oddziału chirurgicznego w I Szpitalu Okręgowym im. Marszałka Józefa Piłsudskiego (1930–1934) i oddziału chirurgicznego Szpitala Ewangelickiego w Warszawie (od lutego 1934). W roku 1937 objął stanowisko kierownika II Katedry i Kliniki Chirurgicznej AM.
Pod kierownictwem Adolfa Wojciechowskiego pracowali m.in. Władysław Ostrowski (torakochirurg), Henryk Levittoux, Stefan Czubalski (urolog), August Jokiel (chirurg i patofizjolog), Stanisław Tokarski (ortopeda).
W czasie II wojny światowej Adolf Wojciechowski przebywał w Warszawie. Uczestniczył w tajnym kształceniu studentów medycyny. Jego niemieckie koneksje nigdy nie doprowadziły do aresztowań, mimo że miał informacje o konspiracyjnej działalności znajomych. Niektórym spośród nich ułatwiał uwolnienie z więzień i obozów koncentracyjnych.
Wyjechał do Niemiec (z żoną – Niemką) w lipcu 1944 roku, niedługo przed Godziną W. Zmarł w Lipsku wkrótce po zakończeniu wojny.

## Praca zawodowa
W I Klinice Chirurgicznej Adolf Wojciechowski zajmował się przede wszystkim problemami chirurgii jamy brzusznej (m.in. teoria powstawania torbieli krezkowych, rozwój embrionalny sieci, hodowlą in vitro); opisał metodę sympatektomii okołotętniczej, zajmował się ginekologią (m.in. badania przepływu chłonki w szyjce i trzonie macicy. W kolejnych latach A. Wojciechowski koncentrował się na zagadnieniach chirurgii urazowej (zob. urazy kości i stawów), m.in. problemach kostnienie pozaszkieletowego (zob. też postępujące kostniejące zapalenie mięśni). Szczególnie dużą uwagę zwracał na problemy ortopedii praktycznej (np. nowe metody chirurgii żylaków, zapalenia ropne, medycyna sportowa, chirurgii wojskowej, balneochirurgia).

## Polskie Towarzystwo Ortopedyczne i Traumatologiczne

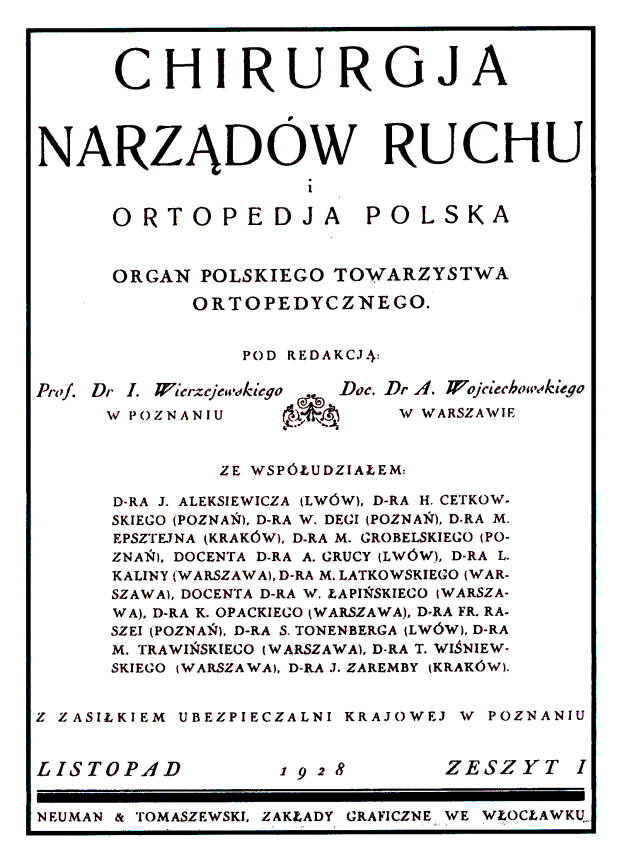
Okładka pierwszego zeszytu czasopisma „Chirurgja Narządów Ruchu i Ortopedja Polska”, listopad 1928

Według gen. prof. Ireneusza Wierzejewskiego, nazywającego ortopedię „najmłodszą córką chirurgii”, rozwój ortopedii w Polsce rozpoczął się w roku 1913 w Poznaniu. W roku 1923 powstała tam pierwsza Katedra Ortopedii – jednostka uniwersytecka z kliniką w Poznańskim Zakładzie Ortopedycznym im. B. Saturnina Gąsiorowskiego. W Warszawie kształcenie lekarzy w dziedzinie ortopedii było prowadzone w tych latach głównie w klinice chirurgicznej kierowanej przez prof. Adolfa Wojciechowskiego.
Kolejnym przełomowym wydarzeniem w historii polskiej ortopedii było założenie w roku 1928 Polskiego Towarzystwa Ortopedycznego i Traumatologicznego; członkami założycielami byli: Ireneusz Wierzejewski, Michał Grobelski, Henryk Cetkowski, Franciszek Raszeja, Wiktor Dega), a pierwszym prezesem został Ireneusz Wierzejewski (pełnił tę funkcję do śmierci w roku 1930). Już przed pierwszym Zjazdem tego Towarzystwa (Poznań, 17 listopada 1928) ukazał się pierwszy zeszyt nowego specjalistycznego czasopisma – oficjalnego organu PTOiTr „Chirurgja Narządów Ruchu i Ortopedja Polska”. Został wydany pod redakcją Ireneusza Wierzejewskiego i doc. Adolfa Wojciechowskiego.
W okresie międzywojennym kolejnymi prezesami byli Wacław Łapiński (1930–1931), Adolf Wojciechowski (1931–1938) i Adam Gruca (od 1938). Do chwili wybuchu II wojny światowej zorganizowano 5 kolejnych zjazdów naukowych, w tym 3 – w czasie kadencji Adolfa Wojciechowskiego: IV Zjazd – Lwów (1933), V Zjazd – Warszawa (1936), VI Zjazd – Poznań (1938). Na historycznych zdjęciach z VI Zjazdu (udostępnianych przez NAC) znajduje się wielu wybitnych przedstawicieli środowiska, obradujących pod przewodnictwem Adolfa Wojciechowskiego w sali wykładowej Zakładu Anatomii Opisowej Uniwersytetu w Poznaniu (3 kwietnia 1938).

## Ordery i odznaczenia
- Krzyż Komandorski Orderu Odrodzenia Polski (24 marca 1939)[9]

## Publikacje
Wybór – autorstwo i współautorstwo według www.google.pl:

- 1923 – L’étude expérimentale de la sympathectomie périartérielle,
- 1925 – Sur la culture de l’omentum: (note préliminaire): avec démonstration, Edit. Médicales (wsp. Juliusz Zweibaum),
- 1927 – Badania nad rozwojem sieci ludzkiej[11],
- 1927 – W sprawie nowotworów szczęki górnej (wsp. Leopold Brennejsen),
- 1931 – W sprawie nauczania anatomii w ramach studium wychowania fizycznego, Przegląd Sportowo-Lekarski,
- 1933 – Ricerche sperimentali sulla formazione parascheletrica dell’osso: (riassunto), wyd. L. Pozzi[12],
- 1933 – Olejki eteryczne jako środki odkażające skórę (wsp. Tadeusz Kawecki),
- 1934 – Gruźlica chirurgiczna, wyd. Eskulap[13],
- 1934 – Zarys leczenia złamań i zwichnięć dla studentów i lekarzy praktyków: Leczenie nieoperacyjne, Część 1,
- 1935 – Chirurgia a gazy bojowe[14],
- 1935 – Uszkodzenia sportowe kobiet (w: Wychowanie Fizyczne Kobiet, Tom 1), Państwowy Urząd W.F. i P.W, Główna Księgarnia Wojskowa,
- 1935 – Uszkodzenia sportowe u kobiet (wsp. Stanisław Rouppert), Główna Księgarnia Wojskowa,
- 1936 – Schorzenia części miękkich kończyn,
- 1936 – Choroby chirurgiczne sieci,
- 1936 – Leczenie zdrojowiskowe w chirurgii,
- 1937 – Podręcznik chirurgji: Chirurgja kręgosłupa i kończyn, Część 2 (wsp. Adam Gruca), nakł. Warszawskiej Ajencji Wydawniczej „Delta”,
- 1937 – Sprawy urazowe kończyn[15],
- 1938 – Choroby zużycia[16],
- 1938 – Rola cieplicy solankowej w leczeniu schorzeń narządów ruchu i ich następstw,
- 1938 – Człowiek a maszyna.